# FK Dečić
FK Dečić (srbská azbuka: ФК Дечић), ze sponzorských důvodů známý jako Dečić Admiral Bet je černohorský fotbalový klub z Tuzi. V současné době hraje klub Prvu Ligu. Je součástí sportovní společnosti Dečić.

## Úspěchy
- 1× vítěz černohorské ligy[1]: 2023/24

## Výsledky v evropských pohárech
| Sezóna  | Liga             | Kolo    | Soupeř            | Doma | Venku | Celkem |
| ------- | ---------------- | ------- | ----------------- | ---- | ----- | ------ |
| 2021/22 | EKL              | 1. kolo | Drita             | 0–1  | 1–2   | 1–3    |
| 2022/23 | EKL              | 1. kolo | Dinamo Minsk      | 1–2  | 1–1   | 2–3    |
| 2024/25 | Liga mistrů UEFA | 1. kolo | The New Saints FC | 0:3  | 1:1   | 1:4    |